# Oskar Rieding
Oskar Rieding, född 1840 i Stettin, död 1916 i  Cilli, Untersteiermark, var en tysk violinist och kompositör.
Rieding blev känd för sina bidrag till den ungerska musiken, och framför allt till det musikaliska livet i Budapest. Han studerade först på musikaliska akademien i Berlin, för att sedan fortsätta på konservatoriet i Leipzig. I slutet av 1860-talet flyttade han till Wien, där han vistades när han 1871 föreslogs av Hans Richter, som då var dirigent och direktör vid Ungerska statsoperan, att bli ledare för dess orkester. Han arbetade där i 32 år, och komponerade några konserter och många piano- och violinstycken. Efter sin pensionering 1904 flyttade han till Cilli och levde där till sin död.

## Verk
- Konsert i B-moll för violin och piano Opus 35
- Konsert i D-dur violin och piano Opus 25
- Konsertin i A-moll för violin och piano Opus 21
- Zigenarnas Marsch Opus 23 Nummer 2 för violin och piano
- Konsertin i G-dur för violin och piano Opus 24
- Rondo